# Teoría de Köhler

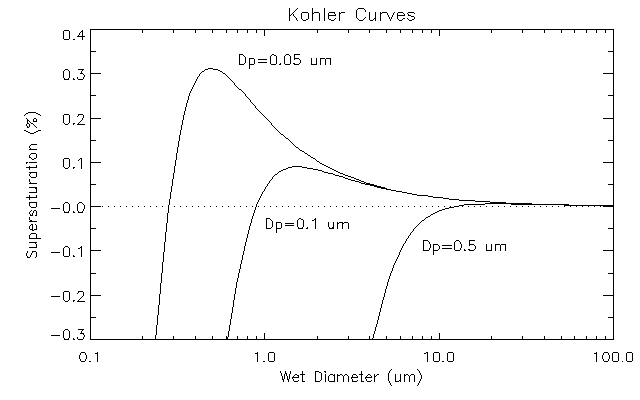
Curvas de Kohler que muestran cómo el diámetro crítico y la sobresaturación dependen de la cantidad de soluto. Aquí se supone que el soluto es una esfera perfecta de cloruro de sodio.

La teoría de Köhler describe el proceso en el que el vapor de agua se condensa y forma gotas de nubes líquidas, y se basa en la termodinámica del equilibrio. Combina el efecto Kelvin, que describe el cambio en la presión de vapor de saturación debido a una superficie curva, y la Ley de Raoult, que relaciona la presión de vapor de saturación con el soluto. Es un proceso importante en el campo de la física de las nubes. Fue publicado inicialmente en 1936 por Hilding Köhler, profesor de meteorología en la Universidad de Uppsala.
{\displaystyle \ln \left({\frac {p_{w}(D_{p})}{p^{0}}}\right)={\frac {4M_{w}\sigma _{w}}{RT\rho _{w}D_{p}}}-{\frac {6n_{s}M_{w}}{\pi \rho _{w}D_{p}^{3}}}}
donde  {\displaystyle p_{w}} es la presión del vapor de agua de la gota, {\displaystyle p^{0}} es la presión de vapor de saturación correspondiente sobre una superficie plana, {\displaystyle \sigma _{w}} es la tensión superficial de la gota, {\displaystyle \rho _{w}} es la densidad del agua pura, {\displaystyle n_{s}} son los moles de soluto, {\displaystyle M_{w}} es el peso molecular del agua, y {\displaystyle D_{p}} es el diámetro de la gota de la nube.

## Curva de Köhler
La curva de Köhler es la representación visual de la ecuación de Köhler. Muestra la sobresaturación a la que la gota de nube está en equilibrio con el medio ambiente en un rango de diámetros de gota. La forma exacta de la curva depende de la cantidad y composición de los solutos presentes en la atmósfera. Las curvas de Köhler donde el soluto es cloruro de sodio son diferentes de cuando el soluto es nitrato de sodio o sulfato de amonio.
La figura anterior muestra tres curvas de Köhler de cloruro de sodio. Considere (para las gotas que contienen soluto con un diámetro igual a 0.05 micrómetros) un punto en el gráfico donde el diámetro húmedo es 0.1 micrómetros y la sobresaturación es 0.35%. Dado que la humedad relativa está por encima del 100%, la gota crecerá hasta que esté en equilibrio termodinámico. A medida que la gota crece, nunca encuentra el equilibrio y, por tanto, crece sin límites. Sin embargo, si la sobresaturación es solo del 0,3%, la gota solo crecerá hasta aproximadamente 0,5 micrómetros. La sobresaturación a la que la gota crecerá sin límite se denomina sobresaturación crítica. El diámetro en el que la curva alcanza su punto máximo se denomina diámetro crítico.

## Otras lecturas
- Köhler, H., 1936. The nucleus in and the growth of hygroscopic droplets. Trans.Faraday Soc., 32, 1152–1161.
- Rogers, R. R., M. K. Yau, 1989. A Short Course in Cloud Physics, 3rd Ed. Pergamon Press. 293 pp.
- Young, K. C., 1993. Microphysical Processes in Clouds. Oxford Press. 427 pp.
- Wallace, J. M., P.V. Hobbs, 1977. Atmospheric Science: An Introductory Survey. Academic Press. 467 pp.

- Datos: Q3030787